# Prix Gordonia
Prix Gordonia är ett montélopp för sex-tioåriga hingstar, valacker och ston som äger rum i oktober på Hippodrome de Vincennes i Paris i Frankrike. Det är ett Grupp 3-lopp, man måste minst ha sprungit in 54 000 euro för att få starta.
Loppet rids över 2850 meter på stora banan på Vincennes, med voltstart. Den samlade prissumman är 90 000 euro, och 40 500 euro i första pris.

## Vinnare
| År   | Häst               | Efter            | Kusk               | Tränare                 | Tid    |
| ---- | ------------------ | ---------------- | ------------------ | ----------------------- | ------ |
| 2023 | Filwell            | Qwerty           | Camille Levesque   | Pierre Levesque         | 1'12"0 |
| 2022 | Fantaisie          | Un Mec d'Héripré | François Lagadeuc  | Nicolas Bridault        | 1'11"9 |
| 2021 | Diamant de Tréabat | Kuadro Wild      | Clément Frecelle   | Pascal Monthule         | 1'12"9 |
| 2020 | Corail d'Aure      | Cygnus d'Odyssee | Alexandre Abrivard | Laurent-Claude Abrivard | 1'13"0 |
| 2019 | Corail d'Aure      | Cygnus d'Odyssee | Alexandre Abrivard | Laurent-Claude Abrivard | 1'12"2 |
| 2018 | Bohemian Rhapsody  | Niky             | Camille Levesque   | Thomas Levesque         | 1'12"7 |
| 2017 | Vittorio de Carly  | Quaro            | Guillaume Martin   | Arnaud Desmottes        | 1'12"9 |
| 2016 | Safari Dream       | Gai Brilliant    | Jean Yann Ricart   | Loic Peschet            | 1'13"3 |